# Diplazium okudairai
Diplazium okudairai är en majbräkenväxtart som beskrevs av Tomitaro Makino.
Diplazium okudairai ingår i släktet Diplazium och familjen Athyriaceae. Inga underarter finns listade i Catalogue of Life.